# Calpocalyx letestui
Calpocalyx letestui là một loài rau đậu thuộc họ Fabaceae.
Loài này chỉ có ở Gabon.